# سیلویا والسکی
سیلویا والسکی (انگلیسی: Silvia Valsecchi؛ زادهٔ ۱۹ ژوئیهٔ ۱۹۸۲) دوچرخه‌سوار اهل ایتالیا است.
وی در مسابقات کشوری و بین‌المللی در مجموع برندهٔ ۲ مدال طلا، ۱ مدال نقره، ۵ مدال برنز شده‌است.